# Эолида (гора)
Гора Эолида (лат. Aeolis Mons; неофициально известна как гора Шарпа, англ. Mount Sharp) — центральный пик кратера Гейла на планете Марс. Гора расположена на 5°24′ ю. ш. 137°48′ в. д. / 5,4° ю. ш. 137,8° в. д. и возвышается на 5,5 км.
6 августа 2012 года рядом с этой горой (в северной части кратера Гейл, на равнине Aeolis Palus) совершил посадку на поверхность Марса NASA Curiosity.

## Название

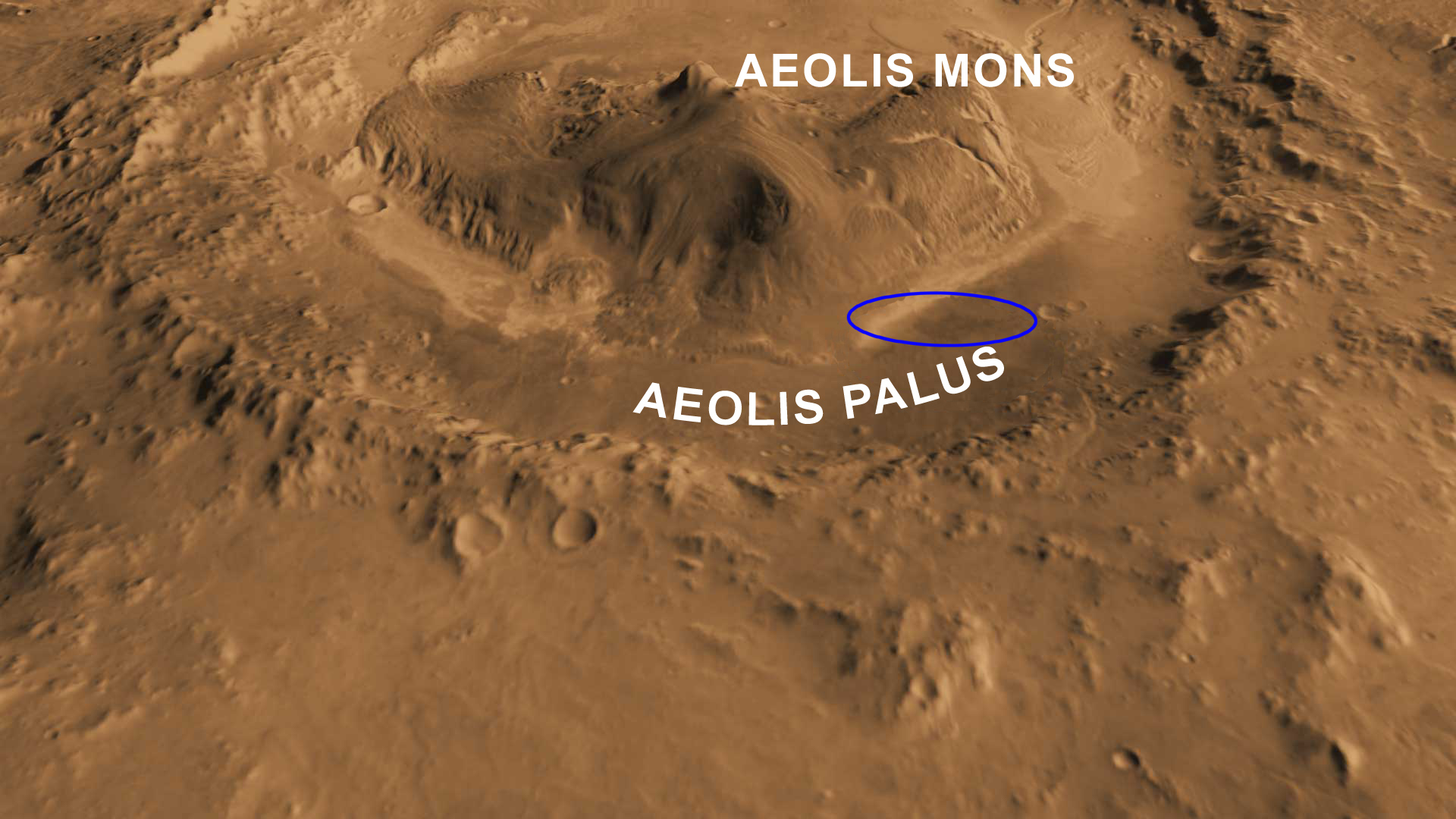
Кратер Гейла. Отмечена область посадки Mars Science Laboratory на Aeolis Palus

В марте 2012 года учёные, работающие с марсоходом Curiosity, предложили назвать центральный пик кратера Гейл горой Шарпа (англ. Mount Sharp) в честь геолога Роберта П. Шарпа (Robert Phillip Sharp). Однако это название не соответствует традициям планетной номенклатуры: марсианские горы принято именовать по названиям близлежащих деталей альбедо. В мае 2012 года Международный астрономический союз, следуя традициям, утвердил для этой горы название Aeolis Mons («гора Эолида») по имени светлой детали альбедо, известной как Эолида (Aeolis). Равнина в северной части кратера (между горой и кольцевым валом) получила название Aeolis Palus («болото Эолида»). В честь Роберта Шарпа был назван большой кратер (150 км в диаметре), расположенный примерно в 260 км к западу от кратера Гейла.

## Формирование
Предположительно, гора представляет собой центральную горку кратера Гейл, покрытую огромной толщей эродированных слоёв осадочных пород. Она поднимается на 5,5 км над северной частью дна кратера и на 4,5 км над южной. Отложения, возможно, накапливались в течение 2 млрд лет. Не исключено, что когда-то они полностью заполняли кратер. Некоторые из нижних слоёв, возможно, были отложены на дне озера, в то время как наблюдаемые вероятные косослоистые отложения в верхней части горы предположительно являются следствием эоловых процессов. Но это дискуссионный вопрос, и происхождение нижних слоев остается неясным. В некоторых породах на нижних слоях горы Шарп содержание кремнезёма достигает 90 %.